# Angelica Aposteanu
Angelica Aposteanu z domu Chertic (ur. 21 sierpnia 1954 w Bystrzycy) – rumuńska wioślarka, brązowa medalistka igrzysk olimpijskich i dwukrotna medalistka mistrzostw świata.

## Kariera
Wystąpiła na igrzyskach olimpijskich w Moskwie w 1980, gdzie osada Rumunii w składzie: Angelica Aposteanu, Marlena Predescu-Zagoni, Rodica Frîntu, Florica Bucur, Rodica Arba-Pușcatu, Ana Iliuță, Maria Constantinescu, Elena Bondar i Elena Dobrițoiu (sternik) zdobyła brązowy medal w ósemkach. W wyścigu finałowym uplasowały się o 2,31 sekundy za osadą NRD i o 1,34 sekundy za osadą ZSRR. Był to jej jedyny start olimpijski.
Ponadto wspólnie z Eleną Opreą, Floricą Petcu, Georgetą Militaru, Cristel Wiener, Aurelią Marinescu, Iulianą Balaban, Eleną Avram i Anetą Matei (sternik) wywalczyła również brąz w ósemkach na mistrzostwach świata w Lucernie (1974). Na tej samej imprezie Marlena Predescu-Zagoni, Maria Kabat, Elena Avram, Angelica Chertic i Aneta Matei (sternik) zdobyły także brązowy medal w czwórkach ze sternikiem. 